# Apocalipse nos Trópicos
Apocalipse nos Trópicos é um documentário brasileiro dirigido por Petra Costa sobre a influência do cristianismo evangélico na política de extrema-direita no Brasil.
O filme estreou fora de competição no 81º Festival Internacional de Cinema de Veneza, em 29 de agosto de 2024. O filme estreiou em cinemas selecionados no Brasil, em 3 de julho. O longa estreou na Netflix em 14 de julho de 2025.

## Premissa
O papel do movimento evangélico na ascensão de Jair Bolsonaro à presidência é explorado com comentários de figuras importantes em todo o espectro político brasileiro, incluindo o antecessor e sucessor de esquerda de Bolsonaro, Luiz Inácio Lula da Silva, e o televangelista Silas Malafaia, um associado próximo de Bolsonaro.

## Elenco
- Silas Malafaia como ele mesmo
- Luiz Inácio Lula da Silva como ele mesmo

## Lançamento
Apocalipse nos Trópicos estreou fora da competição no 81º Festival Internacional de Cinema de Veneza em 29 de agosto de 2024. Também foi exibido no 51º Festival de Cinema de Telluride em 31 de agosto de 2024, na seção Perlak do 72º Festival Internacional de Cinema de San Sebastián, e na seção Spotlight do Festival de Cinema de Nova Iorque de 2024. Em dezembro de 2024, a Netflix adquiriu os direitos de distribuição do filme. Em maio de 2025, a Netfilx anuciou que o filme estreiaria no verão (no hemisferio norte) daquele ano, em 14 de julho especificamente.

### Prêmios e indicações
| Ano  | Premiação                    | Categoria                                             | Indicado                | Resultado | Ref.   |
| ---- | ---------------------------- | ----------------------------------------------------- | ----------------------- | --------- | ------ |
| 2024 | Festival de Cinema de Havana | Prêmio Coral de Melhor Documentário em Longa-Metragem | Apocalipse nos Trópicos | Venceu    | [ 11 ] |